# 繁子内親王 (光孝天皇皇女)
繁子内親王（はんしないしんのう）は、光孝天皇第4皇女、伊勢斎宮。
父である光孝天皇の即位にともない、元慶8年（884年）3月22日に斎宮に卜定。同年4月9日に内親王宣下、8月13日に雅楽寮へ初斎院入り。仁和元年（885年）9月18日、野宮へ入る。同2年（886年）9月25日、伊勢へ群行（長奉送使は中納言藤原山蔭以下4名）。同3年（887年）10月11日、光孝天皇の崩御により退下。延喜16年（916年）5月26日、三品で没。
『日本三代実録』によれば伊勢下向の際に更衣滋野直子が随行しており、このことから彼女が繁子内親王の生母であったとする説がある。